# Barry Clark
Barry Clark (Aberdeen, 1982. július 30. –) brit raliversenyző.

## Pályafutása

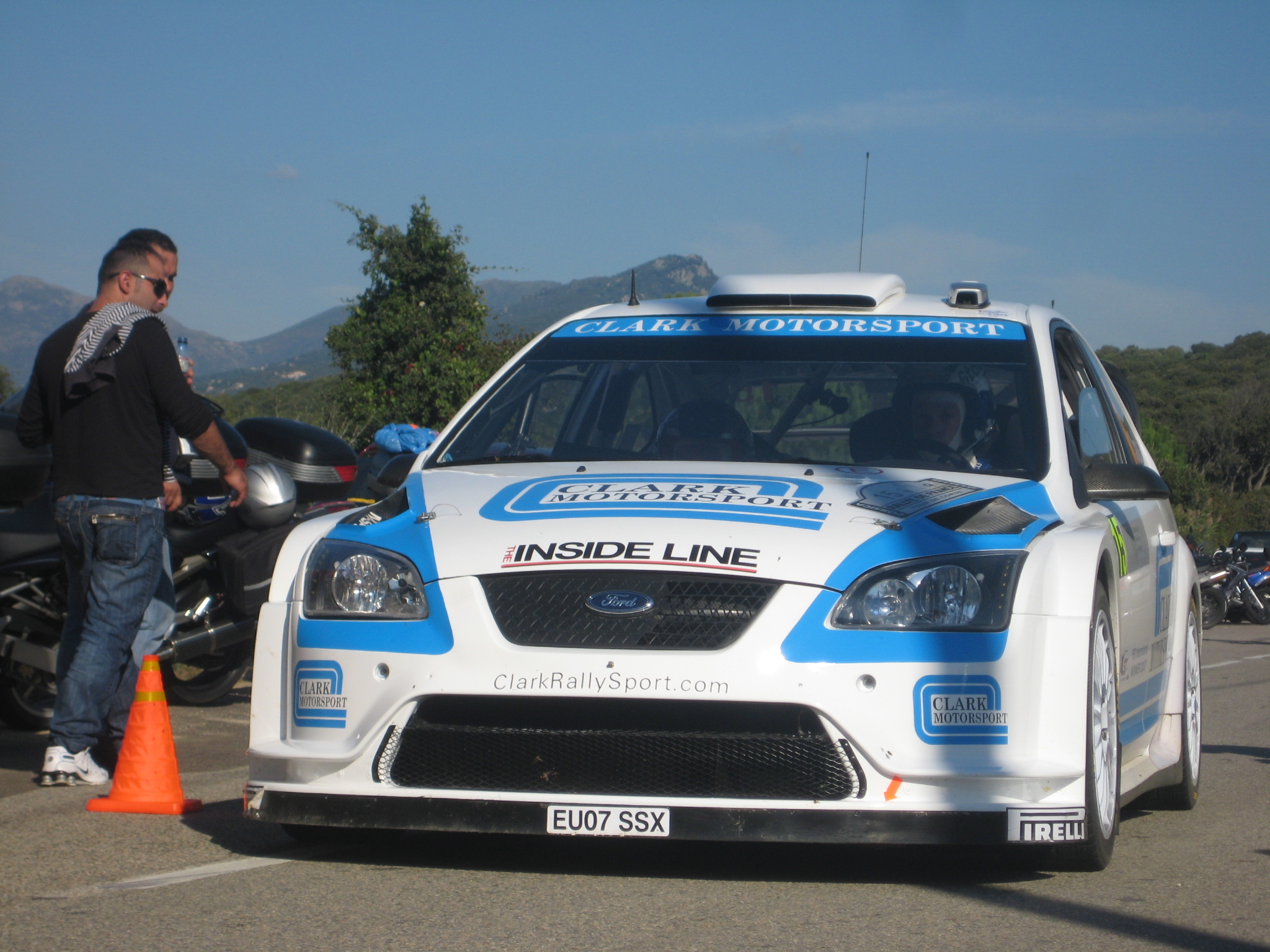
Clark a 2008-as Korzika-ralin

2003-ban, hazája versenyén debütált a világbajnokságon. 2006-ban és 2007-ben egy Ford Fiesta ST-vel vett részt világbajnoki futamokon. Clark 2007-ben megnyerte a Fiesta Sporting kupa kiírását. A kupa megnyerésével három világbajnoki verseny járt a 2008-as évre.
2008-ban a jordán ralit megelőzően a Munchis Ford versenyzőjének, Luís Pérez Companc-nak gondjai akadtak argentínai vállalkozásában, melynek következtében nem tudott rajthoz állni a versenyen. A Ford sportigazgatója, Malcolm Wilson Clarkot kérte fel, hogy helyettesítse az argentint erre a versenyre. A késői kérés miatt Barry nem tudta teljesíteni a pályabejárást, így ideiglenes csapattársa, Federico Villagra angolra fordított, spanyol nyelvű itinerét kellett használnia a versenyen. Első wrc-s versenyén végül a tizenkettedik helyen ért célba.
A 2007-es kupagyőzelemért járó mindhárom futamon, Törökországban, Korzikán és Nagy-Britanniában a tizedik helyen végzett.